# Jaci-Paraná
Jaci-Paraná é um distrito do município brasileiro de Porto Velho, capital do estado de Rondônia. Segundo o censo demográfico de 2022, realizado pelo Instituto Brasileiro de Geografia e Estatística (IBGE), sua população era de 11 672 habitantes e havia 3 927 domicílios particulares permanentes ocupados. Foi criado antes de 1945.
De acordo com o IBGE, em 2010 a população era de 13 131 habitantes e havia 5 246 domicílios particulares.